# Мік Вукота
Мік Вукота (англ. Mick Vukota, нар. 14 вересня 1966, Саскатун) — канадський хокеїст, що грав на позиції правого нападника.
Провів понад 500 матчів у Національній хокейній лізі.

## Ігрова кар'єра
Хокейну кар'єру розпочав 1987 року виступами за команду «Нью-Йорк Айлендерс» в НХЛ.
Протягом професійної клубної ігрової кар'єри, що тривала 14 років, захищав кольори команд «Нью-Йорк Айлендерс», «Тампа-Бей Лайтнінг» та «Монреаль Канадієнс».
Один із найжорсткіших захисників про що свідчить 2071 штрафних хвилин у регулярному сезоні та 73 хвилини штрафу в 23 матчах плей-оф.
Загалом провів 598 матчів у НХЛ, включаючи 23 гри плей-оф Кубка Стенлі.

## Статистика
| Сезон        | Клуб                 | Ліга         | Регулярний сезон | Регулярний сезон | Регулярний сезон | Регулярний сезон | Регулярний сезон | Плей-оф | Плей-оф | Плей-оф | Плей-оф | Плей-оф |
| Сезон        | Клуб                 | Ліга         | І                | Г                | П                | О                | ШХ               | І       | Г       | П       | О       | ШХ      |
| ------------ | -------------------- | ------------ | ---------------- | ---------------- | ---------------- | ---------------- | ---------------- | ------- | ------- | ------- | ------- | ------- |
| 1987–88      | «Нью-Йорк Айлендерс» | НХЛ          | 17               | 1                | 0                | 1                | 82               | 2       | 0       | 0       | 0       | 23      |
| 1988–89      | «Нью-Йорк Айлендерс» | НХЛ          | 48               | 2                | 2                | 4                | 237              | —       | —       | —       | —       | —       |
| 1989–90      | «Нью-Йорк Айлендерс» | НХЛ          | 76               | 4                | 8                | 12               | 290              | 1       | 0       | 0       | 0       | 17      |
| 1990–91      | «Нью-Йорк Айлендерс» | НХЛ          | 60               | 2                | 4                | 6                | 238              | —       | —       | —       | —       | —       |
| 1991–92      | «Нью-Йорк Айлендерс» | НХЛ          | 74               | 0                | 6                | 6                | 293              | —       | —       | —       | —       | —       |
| 1992–93      | «Нью-Йорк Айлендерс» | НХЛ          | 74               | 2                | 5                | 7                | 216              | 15      | 0       | 0       | 0       | 16      |
| 1993–94      | «Нью-Йорк Айлендерс» | НХЛ          | 72               | 3                | 1                | 4                | 237              | 4       | 0       | 0       | 0       | 17      |
| 1994–95      | «Нью-Йорк Айлендерс» | НХЛ          | 40               | 0                | 2                | 2                | 109              | —       | —       | —       | —       | —       |
| 1995–96      | «Нью-Йорк Айлендерс» | НХЛ          | 33               | 1                | 1                | 2                | 106              | —       | —       | —       | —       | —       |
| 1996–97      | «Нью-Йорк Айлендерс» | НХЛ          | 17               | 1                | 0                | 1                | 71               | —       | —       | —       | —       | —       |
| 1997–98      | «Тампа-Бей Лайтнінг» | НХЛ          | 42               | 1                | 0                | 1                | 116              | —       | —       | —       | —       | —       |
| 1997–98      | «Монреаль Канадієнс» | НХЛ          | 22               | 0                | 0                | 0                | 76               | 1       | 0       | 0       | 0       | 0       |
| Усього в НХЛ | Усього в НХЛ         | Усього в НХЛ | 575              | 17               | 29               | 46               | 2071             | 23      | 0       | 0       | 0       | 73      |